# 里德尼克賴 (博霍杜希夫區)
50°9′38″N 35°54′26″E / 50.16056°N 35.90722°E
里德尼克賴（羅馬化：Ridnyi Krai）是位於烏克蘭東部的村莊，由哈爾科夫州博霍杜希夫區的佐洛奇夫市鎮負責管轄。該村分別距離維克尼內2公里和小羅霍江卡4公里，始建於1919年，面積0.38平方公里，海拔高度141米，2001年人口33。